# Tanger (rivier)
De Tanger is een kleine, niet-bevaarbare rivier in de Duitse deelstaat Saksen-Anhalt. De rivier ontspringt bij Tangerhütte uit een groot aantal kleine bronrivieren en mondt bij Tangermünde uit in de Elbe. De rivier is 33 kilometer lang, gemeten vanaf de bronrivieren die bij Angern en Cröchern beginnen. Het stroomgebied is 480 km².
Tot het stroomgebied van de Tanger behoort ook de Lüderitzer Tanger, waarvan de bronrivieren noordwestelijker liggen, aan de rand van de Colbitz-Letzlinger Heide.